# مسعود یکم غزنوی
سلطان مسعود یکم غزنوی، پسر سلطان محمود غزنوی بود که از سال ۴۲۱ هجری به مدت ۱۱ سال تا ۴۳۲ حکومت کرد. با مرگ محمود غزنوی بنا بر وصیت محمود، پسرش محمد جانشین او شد، اما مسعود که همواره خود را جانشین بر حق پدر می‌دانست، با حمایت امیران و لشکریان محمد، توانست بدون جنگ او را اسیر و کور سازد و خود تمام امور را به دست گیرد.
سلطنت به نسبت کوتاه مدت مسعود، از همان آغاز و تا انتها، درگیر توطئه‌های گوناگون درباریان و کشمکشهای دایم بین کسانی بود که از عهد محمود، در دیوان و درگاه نفوذ یافته بودند؛ که به نزاع پدریان و پسریان شهرت یافت. از جمله کارهایی که برای سلطان، باعث بدنامی شد، اقدام عجولانه وی در توقیف و اعدام خواجه حسن میکال نیشابوری معروف به حسنک وزیر بود.
مسعود در همان سال‌های نخست سلطنتش، علی‌رغم وجود ترکمانان که در خراسان به غارت و تجاوز مشغول بودند؛ به یاد سنت دیرین پدر افتاد که غزوه و جهاد را در هر سال واجب می‌دانست.
طوایف سلجوقی در این ایام برای سلطان مسعود در تمامی خراسان گرفتاری‌هایی به وجود آورده بودند، همچنین علی تکین، در ماوراءالنهر و هارون پسر تونتاش در خوارزم علیه مسعود با ترکمانان همدست شده بودند، همچنین مسعود برای دفع خطر ابوکالیجار، امیر زیاری، به گرگان و طبرستان لشکر کشید.
به هنگام بازگشت به غزنه، به سبب وخامت اوضاع خراسان و ماوراءالنهر، به فکر چاره افتاد، اما علی‌رغم کوشش‌های که به عمل آورد، به سبب عمیق شدن بحران و نفوذ سلاجقه در منطقه، رفع آن مشکلات دیگر ممکن نبود. با آن که در طلخاب، سلجوقیان را شکست داد اما آن‌ها را در عقب‌نشینی دنبال نکرد به‌طوری که بار دیگر مهاجمان در حوالی سرخس سر برآوردند. با توجه به این دشواری‌ها و شکست‌ها از سلجوقیان، سلطان مسعود پیمان صلحی امضاء کرد که مطابق مفاد این پیمان نساء، باورد، فراوه و تمام بیابان‌های اطراف به ترکمانان واگذار شد.
اما صلح دیری نپایید و مجدداً نزاع میان دو طرف درگرفت. سرانجام سلطان مسعود در حصار دندانقان شکست خورد و خراسان را نیز از دست داد. وی برای جبران شکست دندانقان، راهی هند شد. اما در میان راه با شورش سپاهیان خود که به خزاین او طمع کرده بودند رو به رو شد. شورشیان امیر محمد، برادرش را که ده سال پیش مسعود او را از سلطنت برکنار و کور کرده بود، به سلطنت نشاندند. مسعود، سرانجام در محلی به نام رباط ماریگله، به وسیله شورشیان محاصره شد و عاقبت به دست سپاهیان دستگیر و کشته شد.
با مرگ مسعود، اگر چه حکومت غزنویان در خارج از ایران و نیز در ولایت غزنه دوام یافت، اما در مسیر حوادث بعدی ایران تأثیری نداشت به یک معنی حکومت آن‌ها در ایران منقرض شد.

## منبع‌شناسی
غزنویان نخستین خاندان حکومت‌گر ایرانی پس از اسلام اند که تاریخ‌های سلسله‌ای مفصل و گرانباری دربارهٔ آن‌ها نگاشته شده و به یادگار مانده است از این روی سرگذشت روزگار آنان را بیش از پیش باید در تاریخ‌های سلسله‌ای جستجو کرد و آن گاه در دیگر گونه‌های منابع از جمله تاریخ‌های عمومی، محلی، وزارت، تذکره‌ها، آثار ادبی، و دیگر نوشته‌های مرتبط.

### تاریخ سلسله‌ای
تاریخ مسعودی معروف به تاریخ بیهقی درخشانترین تاریخ روزگار غزنوی، بلکه برجسته‌ترین تاریخ‌نگاری‌های ایران می‌باشد. این کتاب همانگونه که از نامش پیداست سرگذشت روزگار سلطان مسعود غزنوی است اما مناسبت به مسایل فراوان از دیگر ادوار پیش از سلطان یاد شده، به ویژه رخدادهای مرتبط با سامانیان و آل بویه و قراخانیان و سیمجوریان و خوارزمشاهیان مقتدم و… پرداخته است. نویسنده کتاب خود از دبیران دستگاه دیوانسالاری دوران غزنوی است. او در گزارش رویداد دقت و حوصله فراوانی به خرج می‌دهد و بسیاری از جزئیات دقیق را برای خواننده بازگو می‌کند و تا آنجا که برای یک نویسنده دولتی ممکن بود است جانب انصاف و بی‌طرفی را رعایت کرده است. اصل کتاب ۳۰ جلد بوده که اکنون ۵ جلد از آن در دست است که به گزارش روزگار سلطان مسعود غزنوی می‌پردازد. نیز برای بخش‌هایی از تاریخ غزنویان به ویژه شکست آنان از سلجوقیان و مناسبات بازماندگان خاندان غزنوی با دولت سلجوقی می‌تواند مفید باشد. زین الاخبار عبدالحی بن ضحاک گردیزی از جمله نخستین تاریقهای عمومی است که به شرح حال و روزگار غزنویان از آغاز تا جلوس مودودبن مسعود پرداخته است. این اثر نخستین تاریخ عمومی به زبان فارسی به‌شمار می‌رود.
مجمل التواریخ و القصص از نویسنده‌ای گمنام نیز که از جمله تواریخ عمومی فارسی است و در حدود سال ۵۲۰ تألیف یافته است نیز اشاراتی مختصر به تاریخ غزنویان تا زمان خود و به ویژه درگیری‌های آنان با سلجوقیان می‌نماید. همچنین باید از طبقات ناصری اثر گرانقدر منهاج الدین بن سراج الدین جوزجانی یاد کرد که در اوایل قرن هفتم هجری در هندوستان نوشته شده است. این کتاب به ویژه از جهت استفاده از منابعی نظیر قسمت‌های گمشده تاریخ بیهقی و برخی وقایع نامه‌های مربوط به قراختائیان و غوریان که امروزه از میان رفته‌اند جایگاه برجسته‌ای دارد. طبقات ناصری هم برای بررسی دوران پیدایش دولت غزنوی و اجداد این خاندان و هم مسئله مناسبات غزنویان و غوریان از اهمیت به سزایی برخوردار است. نیز به جهت استفاده از منابع گمشده‌ای مانند تجارب ابن فندق و احتمالاً ملک نامه (کتابی دربارهٔ تاریخ اوایل کار سلجوقیان) همچون طبقات ناصری علی‌رغم اینکه سال‌ها پس از سقوط غزنویان نوشته شده است منبعی ارزشمند برای مطالعه تاریخ ایران در روزگار مورد بحث به‌شمار می‌رود. در کنار این منابع، برخی تاریخ‌های عمومی دیگر نیز اطلاعات مفیدی دربارهٔ غزنویان به دست می‌دهند که مهم‌ترین آن‌ها عبارتند از: مجمع الانساب شبانکاره ای، جامع التواریخ رشید فضل‌الله همدانی، المنتظم فی تاریخ الملوک و الامم ابوالفرج بن الجوزی، مختصر الدول ابن عبری.

### تاریخ‌های محلی
در میان تاریخ‌های محلی آن بخش از تاریخ‌ها که در سرزمین‌های شرق و شمال شرق ایران از جمله خراسان، سیستان، ماورالنهر و خوارزم و مازندران نگارش یافته است برای بررسی تاریخ غزنویان اهمیت بیشتری دارد. در این میان نخست باید از تاریخ سیستان اثر نویسنده‌ای ناشناس نام برد از آنجا که زمان زندگی مؤلف اصلی کتاب مقارن با سال‌های پایانی اقتدار غزنویان و آغاز چیرگی سلجوقیان در ایران است پاره‌ای اطلاعات دربارهٔ هر دو خاندان به دست می‌دهد. اما آنچه اهمیت بیشتری در این زمینه دارد این است که به هر صورت سیستان در کنار خراسان اصلی‌ترین قلمرو غزنویان است و از این رو توصیفات مؤلف از سیستان قرن چهارم و پنجم می‌تواند در روشن شدن پاره‌ای مسایل سیاسی اجتماعی عصر غزنوی سودمند باشد. در میان تاریقهای خراسان معروف به برای بررسی اوضاع غزنوی اهمیت بیشتری دارد. نویسنده که خود در تاریخ گمشده اش، مشارب التجارب، قطعاً بخش مهمی از وقایع غزنوی را آورده بود، چه کتاب اخیر ذیلی بر تاریخ یمینی بوده است. در تاریخ بیهق نیز به مناسبت گزارش‌های ارزشمندی از اوضاع زمانه غزنویان به دست می‌دهد. او ضمن مناسبتهای مختلف اشاراتی به اقدامات سیاسی نظامی غزنویان به ویژه در خراسان می‌کند.

به اعتقاد پژوهندگان و اهل فن تاریخ‌نگاری، بیهقی شیوه دقیق علمی را در نگاشتن تاریخ بکار برده و از آغاز کار در دیوان رسالت غزنوی مقدمات این کار بزرگ را فراهم آورده و به مطالعه کتب معتبر تاریخی اهتمام ورزیده است و سال‌ها به ثبت و ضبط وقایع روزانه و تعلیق و یادداشت کردن آن‌ها بر تقویم‌ها پرداخته، بدان گونه که هر چه از خامه توانای او تراوش کرده یا از مشهودات خود اوست که در طی روزگار با دقت تمام تعلیق می‌کرده یا اطلاعاتی است که با کنجکاوی بسیار از اشخاص مطلع به‌دست می‌آورده یا منقولاتی از کتاب‌ها است که غالباً نام آن‌ها را ذکر می‌کند. بیهقی معیار گردآوری اخبار را راستگویی و ثقه بودن گوینده و گواهی دادن خرد بر درستی آن می‌داند و در این باره می‌نویسد:
بیهقی برای پندآموزی و عبرت اندوزی هر جا مناسب دیده، داستانی تاریخی برای آراستن تاریخ و آگاه ساختن خوانندگان می‌آورد و از آن جمله است، داستان فضل ربیع و مأمون، قصه نصر احمد در علاج خشم خود، داستان مأمون و امام رضا و…
تاریخ بیهقی آیینه روشن عصر غزنوی است که نویسنده آن با باریک بینی و ژرف‌نگری بیشتر جلوه‌های زندگی اجتماعی را با خامه توانای خود بر دفتر ایام نقش بسته است. پنج مجلد به‌دست آمده از تاریخ بیهقی، در بر گیرنده حوادث روزگار پادشاهی امیر مسعود فرزند سلطان محمود غزنوی است و جنگ با ترکمانان و شکست دندانقان و بر تخت نشستن طغرل سلجوقی و تعریف ولایت خوارزم و تاریخ آن، از هنگام انقراض آل مأمون و افتادن آن سرزمین به‌دست سلطان محمود و حکمرانی آلتونتاش حاجب، در آن سامان تا چیرگی سلجوقیان. علاوه بر این گونه مطالب که اساس کار مورخ است، آگاهی‌های سودمندی هم از سامانیان و صفاریان و طاهریان و سلجوقیان در این اثر نامدار می‌توان یافت، همچنین نام گروهی از شاعران پارسی گو و تازی گو و نزدیک به چهارصد و پنجاه بیت از اشعارشان نیز در این کتاب آمده است. تاریخ بیهقی، اندوخته بزرگی از امثال و حکم دارد و محقق کتاب چهارصد سخن از این دست را از سراسر کتاب استخراج کرده و در فهرستی به ترتیب الفبایی در آخر کتاب آورده است، برخی از این مثل‌ها به ندرت در کتاب‌های دیگر دیده می‌شود. دکتر علی اکبر فیاض که عمر خود را در تصحیح تاریخ بیهقی به پایان برده است، دربارهٔ ارزش کار بیهقی از نظر تاریخ‌نگاری و نویسندگی در مقدمه عالمانه خود بر تاریخ بیهقی چنین نگاشته‌اند: «این کتاب از جهت موضوع نمونه ای از تاریخ‌نویسی خوب و از حیث انشا، مثالی از بلاغت زبان ماست. بیهقی موجد فن تاریخ نیست، پیش از او به زبان فارسی تاریخ‌ها نوشته‌اند؛ ولی در همه مورخان قدیم ما شاید، هیچ‌کس به قدر بیهقی؛ معنی تاریخ را درست نفهمیده و به شرایط و آداب تاریخ‌نویسی استشعار نداشته است. ابداعی که بیهقی در این فن آورده، حتی در نظر خود او بی‌سابقه بوده است». همچنین از آنجا که بخشی از دیوانسالاران برجسته دولت غزنوی اصلاً از اهالی بیهق بوده‌اند، نویسنده اشارات مفید و مفصلی به زندگی آنان و خاندانشان نموده که برای روشن شدن بخش‌هایی از تاریخ غزنوی می‌تواند مفید باشد. بخش‌های برجای مانده تاریخ نیشابور ابوعبدالله محمد نیشابوری معروف به الحاکم نیشابوری که عمدتاً شرح حال علمای دینی نیشابور است و به ویژه ذیلهای آن نظیر ذیل ابوالحسن عبدالغفار فارسی بنام السیاق فی التاریخ نیشابور نیز برخی گزراشهای پراکنده از روزگار غزنوی به دست می‌دهد. همچنین روضات الجنات فی اوصاف مدینه هرات نوشته معین الدین زمچی اسفزاری هر چند منبعی متاخر و مربوط به اواخر قرن نهم هجری (تألیف۸۹۷) است اما به دلیل توصیف تاریخ خراسان پاره‌ای گزارش‌ها دربارهٔ غزنویان در آن به چشم می‌خورد. علاوه بر این تاریخ‌های محلی ماوراءالنهر و خوارزم به ویژه تاریخ بخارای نرشخی و اضافات آن و تاریخ‌های محلی مازندران مانند تاریخ طبرستان ابن اسفندیار گاه دارای گزارش‌های ارزنده‌ای دربارهٔ عصر غزنوی به ویژه مناسبات دولتهای محلی ولایات یاد شده با دودمان غزنوی می‌باشند.
| ردیف | نام کتاب                                           | مؤلف                                              | نوع                | اهمیت موضوع | دیدگاه مؤلف | مناسب استفاده |
| ---- | -------------------------------------------------- | ------------------------------------------------- | ------------------ | --- | --- | --- |
| ۱    | تاریخ مسعودی معروف به تاریخ بیهقی                  | ابوالفضل بیهقی                                    | تاریخ سلسله‌ای      | سرگذشت روزگار سلطان مسعود غزنوی است ولی از ادوار پیشین و مناسبات آنان نیز سامانیان و آل بویه بیان شده است | نویسنده کتاب خود از دبیران دستگاه دیوانسالاری دوران غزنوی است او در گزارش رویدادها دقت و حوصله فراوانی به خرج می‌دهد و بسیاری از جزئیات را برای خواننده بازگو می‌کند و جانب انصاف و بی‌طرفی را رعایت کرده است | |
| ۲    | زین الاخبار                                        | عبدالحی بن ضحاک گردیزی                            | تاریخ سلسله‌ای      | شرح حال و روزگار غزنویان از آغاز تا جلوس مودودبن مسعود | نخستین اثر تاریخ عمومی به زبان فارسی به‌شمار می‌رود | [ ۶ ] |
| ۳    | مجمل التواریخ و القصص                              | مولف ناشناخته                                     | تاریخ سلسله‌ای      | اشاراتی مختصر به تاریخ غزنویان تا زمان خود و به ویژه درگیری‌های آنان با سلجوقیان می‌نماید | | |
| ۴    | طبقات ناصری                                        | منهاج الدین بن سراج الدین جوزجانی                 | تاریخ سلسله‌ای      | استفاده از منابعی نظیر قسمت‌های گمشده تاریخ بیهقی و برخی وقایع مربوط به قراخانیان و غوریان | | پیدایش دولت غزنویان و مناسبات غزنویان و غوریان.                                                                                       |
| ۵    | تاریخ سیستان                                       | مجهول المولف                                      | تاریخ محلی         | پاره‌ای اطلاعات راجع به غزنویان و سلجوقیان در اختیار محقق قرار می‌دهد | | برای مسایل سیاسی و اجتماعی عصر غزنوی می‌تواند سودمند باشد                                                                              |
| ۶    | تاریخ بیهق                                         | ابوالحسن علی بن زید بیهقی معروف به ابن فندق       | تاریخ محلی         | منبعی ارزشمند برای دوران غزنویان | استفاده از مشارب التجارب، بخش مهمی از وقایع تاریخ غزنویان را آورده است و همچنین ذیلی بر تاریخ یمینی بوده است                                                                                               | اقدامات سیاسی و نظامی غزنویان به ویژه در خراسان                                                                                       |
| ۷    | تاریخ نیشابور                                      | ابوعبدالله محمد نیشابوری معروف به الحاکم نیشابوری | تاریخ محلی         | شرح حال علمای دینی نیشابور | | ذیل‌های کتاب نظیر ابوالحسن عبدالغافر فارسی بنام السیاق فی التاریخ برخی گزارش‌های پراکنده از روزگار غزنویان را برای پژوهشگر فراهم می‌کند. |
| ۸    | نسایم الاسحار من لطائم الاخبار                     | ناصرالدین منشی کرمانی                             | تاریخ وزارت        | شرح حال وزرای دولتهای ایرانی و خلافت عباسی | | اطلاعات سودمندی دربارهٔ وزرای عصر غزنوی به دست می‌دهد                                                                                   |
| ۹    | آثار الوزراء                                       | سیف الدین حاجی بن نظام عقیلی                      | تاریخ وزارت        | اطلاعات سودمندی دربارهٔ وزرای عصر غزنوی به دست می‌دهد | علاوه بر این که استفاده گسترده‌ای از مطالب نسایم الاسحار کرده است در شرح وزیران عصر غزنوی پاره از اطلاعات را نیز از منابع دیگر از جمله کتاب مفقوده مقامات ابونصر مشکان گزارش کرده است                       | |
| ۱۰   | سیرالملوک یا سیاست‌نامه                             | خواجه نظام الملک طوسی                             | سیاست نامه ای      | | او هر چند به عصر سلجوقی تعلق داشت اما در روزگار جوانی با دیوانسالاری غزنوی پیوسته بود و نمونه غزنوی خود پذیرفته است.                                                                                       | |
| ۱۱   | قابوس‌نامه                                          | کیکاوس بن اسکندر وشمگیر زیاری                     | سیاست نامه ای      | هم از جهت مناسبات زیاریان و غزنویان و هم به دلیل اقامت چند ساله نویسنده آن در دربار مودودبن مسعود غزنوی دارای برخی اطلاعات از روزگار غزنوی است. | | |
| ۱۲   | الانساب سمعانی                                     |                                                   | تذکره‌های رجال دینی | | چه مؤلف علاوه بر شرح حال و نسب برخی از فرمانروایان روزگاران گذشته از جمله روزگار غزنوی را نیز در کتاب خود ضبط کرده است.                                                                                    | |
| ۱۳   | وفیات الاعیان                                      | ابوالعباس احمد معروف به ابن خلکان                 | تذکره‌های رجال دینی | شرح حال برخی علما | | |
| ۱۴   | ارشاد الاریب الی معرفه الادیب معروف به معجم الادبا | یاقوت حموی                                        | تذکره‌های رجال دینی | شرح حال دانشمندان اسلامی و به ویژه شاعران و ادیبان است. این کتاب نیز همانند نمونه‌های پیشین شرح حال بخشی از دیوان‌سالاران و ادبای عصر غزنوی را نیز در بر می‌گیرد.                                                                                          | | |
| ۱۵   | یتیمه الدهر فی محاسن اهل العصر                     | ابومنصور محمد ثعالبی                              | تذکره‌های ادبی      | بخشی از این کتاب گزارش‌های سودمندی دربارهٔ زندگی و شعر شاعران عصر غزنوی و نمونه اشعار آنان وجود دارد که علاوه بر روشن شدن بخشی از تاریخ ادبی آن روزگار پاره‌ای از مسایل سیاسی اجتماعی آن عصر نیز از خلال شرح حال‌ها و نمونه شعرهای شاعران قابل دست یابی است | | ذیل ابوالحسن علی باخزری بر یتیمه الدهر بنام دمیه القصر و عصره اهل العصر در همین زمینه می‌تواند مفید باشد.                              |

## پیش از حکومت
مسعود در زمان سلطنت پدرش سلطان محمود غزنوی فرمانده سپاه بود و فتوحاتی را به دست آورده بود. مدتی (تا ۴۰۸ قمری) حاکم هرات بود و در اواخر عمر محمود، مشغول سرکوبی مظفریان و آل کاکویه در ناحیهٔ ری و جبال بود.

### تیرگی روابط سلطان محمود و امیرمسعود
سلطان محمود در سال ۴۰۶ ه‍.ق فرزند خویش مسعود را به ولیعهدی گماشت. وی در آن هنگام نوزده ساله بود. اما دشمنان مسعود با سخن چینیهای خویش به مرور سلطان محمود را نسبت به ولیعهد بدگمان کردند. مسعود خود از دشمنانش بدین صورت یاد کرده است که: «گاه گفتندی ما بیعت می‌ستانیم لشکر را و گاه گفتندی قصد کرمان و عراق می‌داریم».
در هر صورت، سلطان محمود به دسیسه دشمنان، پیوسته مسعود را مورد شماتت قرار می‌داد و در بزرگداشت فرزند دیگرش محمد که با مسعود همسن و سال بود، می‌کوشید و او را به رخ مسعود می‌کشید. به احتمال بسیار، سلطان محمود مسعود را به چشم حسادت می‌نگریست. سرانجام، محمود برای تنبیه مسعود او را از هرات به مولتان فرستاد اما چندی بعد، او را از آنجا فراخواند و به هرات بازگردانید.

### امیر محمد بر تخت غزنه
سلطان محمود غزنوی در حالی چشم از جهان فروبست که امیر مسعود در اصفهان به سر می‌برد و امیر محمد در جوزجانان اقامت داشت. مسعود هنگامی که در اصفهان از واقعه مرگ پدرش آگاه شد تصمیم گرفت که هرچه زودتر به سوی غزنین حرکت کند. وی در حوالی شهر ری اردو زد و از بر تخت نشستن امیر محمد آگاه شد. مسعود همچنین نامه‌ای از طرف خلیفه عباسی القادر باالله دریافت کرد که در حقیقت پاسخ خلیفه به نامه‌ای بود که مسعود به وی نوشته و در آن خلیفه را از مرگ محمود آگاه کرده و استحقاق خویش برای جانشینی پدر را گوشزد نموده بود. نامه خلیفه القادر باالله متضمن تسلیت مرگ محمود و تهنیت حکومت مسعود و توصیه به او برای عزیمت سریع به جانب خراسان بود. همچنین پیکهایی از غزنین به نزد مسعود رسید از طرف امیر یوسف (برادر سلطان محمود)، حاجب بزرگ علی، ابوسهل حمدوی این افراد مسعود را ولیعهد واقعی محمود دانسته و این نکته را گوشزد کردند که آنان برای پیشگیری از شورش‌های احتمالی، به صورت موقت امیر محمد را بر تخت نشانده‌اند. مدتی نگذشت که بزرگان و سپاهیان از نزد امیر محمد پراکنده شدند و به مسعود پیوستند زیرا سلطان محمد را رقیب مسعود نمی‌دیدند و روند امور بیانگر این واقعیت بود که سرانجام پیروزی از آن مسعود خواهد بود. بدین ترتیب امیر مسعود با اقتداری تمام برای به‌دست آوردن تاج و تخت آماده می‌شد.
حاجب علی قریب که پس از سلطان محمود ضمن حفظ امنیت پایتخت و رسیدگی به امور حکومت، امیر محمد را در رسیدن به قدرت یاری کرده بود. اما وقتی بر او آشکار شد که امیر محمد از شجاعت، تدبیر و قاطعیتی که در آن موقع حساس ضرورت داشت برخوردار نیست و به صورت پنهان برای قدرت یابی مسعود دست به کار گردید. حاجب علی بعد از آنکه امیر یوسف سپهسالار را از پشتیبانی امیر محمد بازداشت، بسیاری از بزرگان لشکری و کشوری را به پرهیز از هواداری از آن سلطان جوان فراخواند.
حاجب علی به صورت ظاهر، امیر محمد را با بیست هزار سوار جنگی، برای مبارزه با مسعود از غزنین خارج کرد. در آنجا وی مخفیانه گروه گروه لشکریان محمد را به فرار به نزد مسعود وادار می‌کرد. با این اتفاقات سپاهیان ضد امیر محمد برخاسته و «گفتند سلطان و خداوند ما مسعود است» محمد که به خیانت اطرافیان خویش پی برده بود، تصمیم به خودکشی گرفت اما غلامان او مانع شدند و آن امیر را بازداشت کردند. بدین گونه دوران حکومت هفت‌ماهه سلطان محمد به پایان آمد.

## نزاع پدریان و پسریان

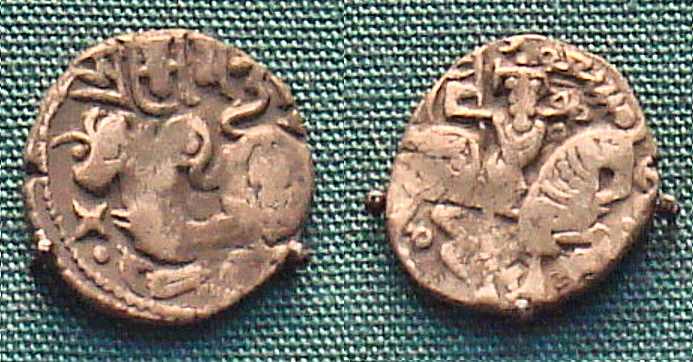
سکه ضرب شده به نام سلطان مسعود غزنوی.

مسعود در اندیشه انتقام گرفتن از کسانی بود که در روزگار فرمانروایی سلطان محمود، او را آزرده بودند، اما در واقع، آنچه او را به رفتارهای نابخردانه با بعضی از بزرگان دولت سلطان محمود وادار نمود، توطئه‌های جمعی از افراد فرصت طلب بود. مسعود، حاجب بزرگ علی قریب را با وجود این که در قدرت‌گیری او نقش اساسی ای داشت دستگیر کرد، پس از غارت اموال و متعلقاتش، او را به زندان انداخت. بهانه امیر مسعود در این کار آن بود که حاجب علی «از حد خود درگذشت و سلطانی بنشاند و دیگر او را برداشت.»
در آن احوال بوسهل زوزنی در اداره حکومت امیر مسعود نقشی چشمگیر داشت. وی در عهد حکومت سلطان محمود، در آن هنگام که امیر مسعود امارت هرات را برعهده داشت، مورد حسادت دشمنان قرار گرفت و به تهمت بد مذهبی، به دستور سلطان محمود محبوس شد اما پس از مرگ محمود از غزنین فرار کرد و به حضور امیر مسعود رسید. وی در موقعیت جدید، امکان تسویه حساب با مخالفان سابق خویش را یافته بود.
بیهقی در روایت این رویدادها شرحی آموزنده از اختلاف و آشوب پس از مرگ یک حاکم، تغییر موضع گروه‌های گوناگون و گردآمدن آنان در کنار برنده، و از میان رفتن مقام و مال، و معمولاً جان بازنده به دست می‌دهد. در این مورد، بلندمرتبه‌ترین مقامی که همه چیز را از دست داد حسنک وزیر بود، که وقتی مسعود غزنوی به سلطنت رسید به جرم قرمطی بودن او را بردار کرد و بیهقی شرح کامل بر دار کردن او را در تاریخ خود آورده است.
محمود پسر کوچک‌تر خود، را به جانشینی خود برگزیده و حسنک، چه در دوران زندگی محمود و چه پس از مرگ او، با تمام توان کوشیده بود تا آرزوی شاه برآورده شود. مسعود، که در اصفهان حکومت می‌کرد و در واقع در تبعیدی محترمانه به سر می‌برد، برای گرفتن قدرت برخاست؛ به سادگی پیروز شد؛ برادر خود را سرنگون و کور کرد؛ و به تخت پادشاهی نشست. مسعود از بسیاری، به ویژه از حسنک، که نه تنها وزیر بود بلکه با او مخالفت کرده بود،انتقام گرفت. حسنک به تعلق به فرقهٔ اسماعیلی قرمطی متهم شد؛ اموالش را از او گرفتند؛ و دستور داده شد که نخست سنگسار و سپس به دار آویخته شود. بیهقی که شاهد ماجرا بود می‌گوید:
حسنک را سوی دار بردند و به جایگاه رسانیدند، بر مرکبی که هرگز ننشسته بود؛ و جلادش استوار ببست، و رسن‌ها فرود آورد؛ و آواز دادند که: «سنگ دهید.» هیچ‌کس دست به سنگ نمی‌کرد، و همه زارزار می‌گریستند خاصه نیشابوریان. پس مشتی رند را سیم دادند که سنگ زنند؛ و مرد خود مرده بود، که جلادش رسن به گلو افکنده بود و خپه کرده.

## فتح مکران
بعد از درگذشت «معدان» که از جانب غزنویان بر ولایت مکران حکومت داشت، پسرانش عیسی و بوالعسکر بر سر جانشینی وی با یکدیگر درافتادند. عیسی بر برادرش پیروز شد ولی وی سر از اطاعت غزنویان پیچید و دولت معدانیان بلوچ را راه اندازی کرد.
در واکنش به این اقدام، سلطان محمود به برادر او بوالعسکر وعده داد که بعد از بازگشت به غزنین، لشکری همراه او فرستد تا عیسی را از حکومت مکران برکنار ساخته، خود زمام امور آنجا را به دست گیرد.
اما مرگ محمود مانع از انجام وعده فرمانروای غزنوی گردید. در زمان حکومت کوتاه مدت امیر محمد غزنوی نیز علی‌رغم تمایل امیر غزنوی برای یاری بوالعسکر، فرصتی برای این کار فراهم نشد. اما امیر مسعود غزنوی تصمیم گرفت بوالعسکر را برای رویارویی با برادرش عیسی، یاری کند. در نبردی خونین که میان سپاهیان طرفین روی داد، سرانجام سپاه غزنوی پیروز گردید و غزنویان موفق گردیدند بوالعسکر را از جانب خویش به حکومت مکران بگمارند.

## سقوط کرمان
سلطان مسعود در حالی که از یک سو با حمله ترکمانان به خراسان رو به رو بود و از دیگر سو با مشکلات گسترده‌ای در خوارزم، دست به گریبان بود، در کرمان رفتار نامطلوب سپاه غزنوی موجب گردید که غزنویان سلطه خویش بر کرمان را از دست بدهند؛ و اهالی آن ولایت از جور و ستم سپاهیان غزنوی به ستوه آمده بودند، بزرگان کرمان به ابی کالیجار شکایت نامه فرستادند.
آنان تقاضا کردند که سپاهی با سرداری توانمند از سوی ال بویه به کرمان روی آورد تا مردم ولایت با سپاه یاد شده همدست شوند و سپاه غزنوی را از کرمان بیرون برانند. در جنگی سخت که در نرماشیر روی داد، سپاه غزنوی از سپاه اعزامی از سوی آل بویه شکست خورد.

## سلطان مسعود و قراخانیان

نقشه خراسان و ماورالنهر

بعد از مرگ محمود و اختلاف بر سر جانشینی او، امیر مسعود برای رویارویی با برادر خویش محمد، از علی تگین قراخانی کمک خواست. وی متعهد شد که پس از به دست آوردن پیروزی، ختلان قلمرو خویش را به یکی از فرزندان علی تگین واگذار نماید. اما چون سلطان مسعود بدون جنگ موفق شد برادر خود محمد را از حکومت برکنار سازد، نیازی به کمک نظامی علی تگین پیدا نکرد بنابراین پس از قدرت یابی، از واگذاری ختلان به علی تگین خودداری نمود. از سوی دیگر سلطان مسعود درصدد جلب دوستی قدرخان فرمانروای بزرگ قراخانی برآمد.
سلطان مسعود همچنین دو تن از دختران خاندان قراخانی را یکی برای خود و دیگری برای فرزندش امیر مودود خواستگاری نمود. در اینجا لازم است به این نکته اشاره شود که براساس معاهده‌ای که در گذشته میان سلطان محمود غزنوی و قدرخان قراخانی بسته شده بود، حره زینب (دختر سلطان محمود) به عقد یغان تگین (فرزند دیگر قدرخان) درآمد. اما به دلایلی ازدواج آن دو به تأخیر افتاد. یغان تگین که بعد از مرگ قدرخان از سوی برادر خویش ارسلان خان به بغراخان ملقب شده بود سفرایی برای آوردن حره زینب به دربار مسعود غزنوی فرستاد. سلطان مسعود مصمم بود زینب را به نزد یغان تگین (بغراخان) اعزام کند اما بعد از آنکه از چشمداشت وی به ارثیه زینب به ترکستان خودداری نمود. مسعود بعد از این قضیه، ارسلان خان برادر خویش را از ان جهت مورد سرزنش قرارداد. این موضوع باعث شد که بغراخان هم از برادر خویش و هم از سلطان مسعود به سختی رنجیده خاطر شود. سلطان مسعود پس از آگاهی بر اندیشه تجاوزکارانه علی تگین، به فکر افتاد که بغراخان را که با علی تگین دشمنی داشت، به جنگ با او برانگیزد.
سلطان مسعود برای دلگرمی بغراخان تصمیم گرفت خواهر خود، زینب را به ترکستان اعزام دارد اما به توصیه وزیر احمد حسن میمندی، مقرر گردید که آلتونتاش خوارزمشاه با علی تگین به جنگ بپردازد؛ بنابراین آن موضوع منتفی گردید و بغراخان به تلافی این کار با مخالفان مسعود متحد شد.

## شورش احمد ینالتگین در هند
سلطان مسعود کمی بعد از ورود به غزنین و استقرار بر اورنگ سلطنت، برای حفظ سلطه دولت غزنوی بر قسمت‌هایی از سرزمین هند که به تصرف غزنویان درآمده بود، احمد ینالتگین را سپهسالار غزنویان در هند انتخاب کرد. خواجه احمد بن حسن میمندی وزیر سلطان مسعود که از احمد ینالتگین آزرده خاطر بود، اما از فرمان سلطان مسعود نمی‌توانست سرپیچی کند. خواجه احمد حسن اما از قاضی شیراز (ابوالحسن علی) که از سوی غزنویان امور مالی هند را به عهده داشت نیز به سختی دشمنی می‌ورزید. خواجه احمد حسن به همین علت سعی کرد با هواداری از نظر سلطان، احمد ینالتگین را نیز خشنود ساخته و از طرفی احمد ینالتگین را به استقلال در امور خویش در برابر قاضی شیراز فراخواند.
وزیر احمد حسن که هم یا احمد ینالتگین سابقه کدورت داشت و هم نسبت به قاضی شیراز به شدت دشمنی می‌ورزید، بذر نفاق و دشمنی را میان آن دو پراکند؛ بنابراین از همان ابتدای ورود احمد ینالتگین به هندوستان، میان وی و قاضی شیراز کشمکش روی داد.
احمد ینالتگین کمی بعد در راس لشکریان غزنوی، به بنارس رفت و دست به تاراج شهر نمود. این پیروزی احمد ینالتگین خشم شدید قاضی شیراز را در پی داشت. وی برای ضربه بر اعتبار و قدرت احمد ینالتگین، دست به کار توطئه شد و با ارسال نامه‌ای برای سلطان مسعود غزنوی، از خیانت احمد ینالتگین سخن به میان آورد. از آنجا که در ماه محرم سال ۴۲۴ه‍. ق، وزیر احمد حسن میمندی درگذشته و احمد ینالتگین از پشتیبانی او بهره‌مند نبود، سخن چینیهای مخالفان ضد او تأثیر فراوان داشت و سلطان مسعود برای سرکوب احمد ینالتگین دست به کار شد؛ و تلک هندو را که با اوضاع جغرافیایی سرزمین هند آشنایی داشت برای رویارویی با احمد ینالتگین رهسپار کرد. با ورود تلک هندو و سپاهیانش به سرزمین هند، احمد ینالتگین مجبور به فرار از لاهور گردید. سرانجام تلک هندو با کمک فرمانروای جتان احمد ینالتگین را از میان بردارند.

## سلطان مسعود و خوارزم

مسیر فتوحات مسعود غزنوی

به سفارش وزیر احمد حسن میمندی مقرر گردید که آلتونتاش خوارزمشاه به نبرد با علی تگین فراخوانده شد. در نبردهای متعددی که میان سپاهیان آلتونتاش و علی تگین درگرفت، هربار پیروزی از آن یکی از طرفین بود. سرانجام با استقامت خوارزمشاه آلتونتاش و تدبیر وزیر خردمند او، احمد بن عبدالصمد شیرازی، چند روز بعد از نبرد دبوسی میان خوارزمشاه و علی تگین قرار صلح گذاشته شد و طرفین از مواضع خود عقب‌نشینی کردند. در همان گیر و دار، خوارزمشاه آلتونتاش در نتیجه زخمی که در نبرد دبوسی برداشته بود، از دنیا رفت و علی تگین نیز توانست از پیروزیهای خویش بهره‌برداری نماید. بعد از درگذشت آلتونتاش در سال ۴۲۳ ه‍.ق سلطان مسعود، فرزند او هارون را به حکومت خوارزم منصوب کرد. در آن هنگام سلطان مسعود با هدف کاهش قدرت خاندان آلتونتاش در خوارزم، از واگذاری عنوان خوارزمشاه به هارون خودداری کرد. همچنین خلعت و هدایایی که سلطان مسعود برای هارون فرستاد، به اندازه نیمی از عطایای سلطان محمود غزنوی به آلتونتاش بود. این اقدامات نابخردانه سلطان مسعود موجب آزردگی شدید هارون گردید.
کدورت هارون از مسعود زمانی بیشتر شد که به اطلاع او رسید که برادرش «ستی» که در دربار غزنویان به سر می‌برد، به صورت عمد، از بام کاخ به زیر افکنده شده است. کشمکش قدرت میان هارون و عبدالجبار سرانجام موجب گردید که هارون ناراضی از غزنویان با علی تگین قراخانی پیمان اتحاد ببندد. هارون برای رویارویی با سلطان مسعود غزنوی تصمیم گرفت او را در یک زمان در دو جبهه گرفتار سازد. بر اساس همین برنامه، مقرر شد که هارون از خوارزم به سوی مرو لشکر کشی نماید و علی تگین، ترمذ و بلخ را مورد هجوم قرار دهد. اما غزنویان پس از مذاکره با علی تگین قراخانی قرارداد صلحی با وی بستند و به همین دلیل، علی تگین از همکاری ضد غزنویان خودداری ورزید.
هارون که با ترکمانان سلجوقی روابط دوستانه‌ای داشت بعد از مرگ علی تگین، ترکمانان سلجوقی را که از پسران علی تگین آزرده بودند، به خوارزم فراخواند. چندی بعد، هارون با تجهیز ترکمانان سلجوقی، آنان را به عنوان مقدمه لشکر خویش به سوی مرو فرستاد. اما به وسیله چند تن از غلامانش از پای درآمد. پس از این واقعه، سپاهیان هارون به سوی خوارزم بازگشتند و نقشه او برای تصرف مرو ناکام ماند.
هرچند حرکت هارون به جایی نرسید اما سلطان مسعود با برخورد نابخردانه خویش با هارون بن آلتونتاش، در یکی از مهم‌ترین قسمت‌های قلمرو غزنوی، یعنی خوارزم، که به ویژه از لحاظ موقعیت نظامی در آن برهه زمانی، اهمیتی سرنوشت ساز برای غزنویان داشت، فرصتی طلایی برای ترکمانان سلجوقی فراهم کرد تا با آسودگی خیال برای رویارویی با سلطان مسعود غزنوی آماده شوند.

## سلطان مسعود در قلمرو آل‌زیار
در آن هنگام که سلطان مسعود از یک سو سرگرم فرونشاندن طغیان احمد ینالتگین در هندوستان بود و از سوی دیگر با ترکمانان سلجوقی درگیری داشت، ابوکالیجار ضمن عدم پرداخت خراج به غزنویان با علا، الدوله کاکویه، فرمانروای اصفهان، ضد سلطان مسعود پیمان همکاری بست.
سلطان مسعود پس از اقامت در آمل برای رویارویی با ابوکالیجار به سوی ناتل روی آورد. در آنجا سپاهیان غزنوی و نیروهای طرفدار ابوکالیجار رویاروی شدند و پس از جنگی خونین، غزنویان پیروز گردیدند. اما مسعود از آنجا فراتر نرفت و به سوی آمل بازگشت.
سلطان مسعود با توجه اوضاع نابسمان خراسان، اندکی بعد به سوی نیشابور حرکت کرد و بعد از بازگشت مسعود و سپاه وی به جانب خراسان، بار دیگر ابوکالیجار به طبرستان مسلط شد. بدین ترتیب سلطان مسعود در حالی به این سفر نظامی پایان داد که اهداف او برآورده نشده و سپاهیانش نیز دچار فرسودگی گردید.

## سلجوقیان و نخستین پیروزی بزرگ بر غزنویان
در آن هنگام که سلطان مسعود سرگرم لشکرکشی به طبرستان بود، ترکمانان سلجوقی گرفتار دشواریهای فراوان بودند. سواران سلجوقی از رود جیحون گذشته و به خراسان وارد شدند. پس از این نیز تعداد بسیاری از ترکمانان به آنان پیوسته و در حوالی مرو و نسا مستقر گردیدند. ابوالفضل سوری (صاحب دیوان خراسان) مسعود را آگاه ساخت که: «سلجوقیان و ینالیان سواری ده هزار از جانب مرو به نسا آمدند». صاحب دیوان خراسان همچنین نامه‌ای را که از جانب سران سلجوقی یعنی، یبغو، طغرل بیک و داود دریافت کرده بود، برای وزیر ارسال نمود. در آن نامه، سران سلجوقی ضمن اشاره به مرگ علی تگین و اجبار آنان به ترک بخارا و نیز کشته شدن هارون و اوضاع نابسامان خوارزم، از ناچاری خویش برای ورود به خراسان سخن گفته بودند. آنان همچنین متعهد گشتند که جلوی تاخت و تاز ترکمانان عراقی و خوارزمی را گرفته و از سر برآوردن شورشیان در بلخان کوه، دهستان و اطراف خوارزم و جیحون جلوگیری نمایند. سلطان مسعود از دردسرهایی که از طرف ترکمانانی که با اجازه پدرش محمود به خراسان آمده بودند، برای حکومت غزنوی ایجاد شد، از تصمیم به رویارویی با ترکمانان گرفت. سلطان مسعود لشکری قوی به سرداری حاجب بگتغدی به سوی نسا فرستاد. با وجود پیروزیهای اولیه، اما به علت سرپیچی سران سپاه از فرمان سالار بگتغدی و عدم حفظ سازمان جنگی، ترکمانان با استفاده از این بی‌نظمی‌ها موفق شدند شکستی فاحش بر سپاه غزنوی وارد سازند. هر چند سلجوقیان در نبرد با سپاه بگتغدی پیروزی‌های چشمگیر به دست آورده بودند اما تصمیم گرفتند که با فرستادن نماینده‌ای به دربار غزنوی، درصدد مصالحه با غزنویان برآیند. بدین ترتیب بونصر صینی را مأمور کردند تا به مذاکره با سلجوقیان برود. حاصل مذاکرات نمایندگان سران سلجوقی و بزرگان دربار غزنوی آن بود که مقرر گردید، دهستان به داود، نسا به طغرل بیک و فراوه به یبغو داده شود. همچنین سران سلجوقی مطیع سلطان مسعود باشند و به ولایتی دیگر چشم نداشته باشند.

## سلطان مسعود در هندوستان
سلطان مسعود اراده کرده بود که به سوی هندوستان لشکرکشی و قلعه هانسی را فتح نماید. با وجود مخالفت وزیر خواجه احمد عبدالصمد شیرازی با توجه به اوضاع و احوال خراسان، حضور سلطان مسعود در آن ولایت و سرکوب ترکمانات را در اولویت دانست. اما سلطان مسعود بی‌توجه از احوال ناگوار خراسان خواهان حرکت به سوی هندوستان حرکت کرد. سلطان مسعود با موفقیت قلعه هانسی و سونی پت را فتح کرد؛ و فرزند خویش امیر مجدود را به عنوان حاکم لاهور برگزید.

## طغرل بر تخت مسعود
تنها یک ماه از بازگشت سلطان مسعود از هندوستان به غزنه گذشته بود که نامه‌هایی از خراسان به دربار وی رسید که از غارت بعضی از نواحی آن سرزمین به وسیله ترکمانان حکایت می‌کرد. سلطان مسعود، حاجب بزرگ سباشی را برای جنگ با ترکمانان فرستاد؛ و در منطقه طلخاب سرخس نبردی سهمگین میان سپاه سباشی و ترکمانان درگرفت، که با شکست سپاه غزنوی همراه بود. تنها چند روز پس از این واقعه ابراهیم ینال به نزدیکی نیشابور رسید و به سوی اهالی نیشابور نامه فرستاد و خواهان تسلیم آنان شد. با موافقت قاضی صاعد و دیگر بزرگان نیشابور به علت اوضاع نابسمان دفاعی شهر و عدم توانایی مقابله رعیت بی دفاع مقابل لشکر مجهز سلجوقی، مردم نیشابور را به اظهار اطاعت نسبت به سلجوقیان فراخواند. سرانجام طغرل بیک در حالی که از سوی بزرگان نیشابور مورد استقبال قرار گرفت، به شهر وارد شد.

## سلطان مسعود و بوری تگین قراخانی
سلطان مسعود که از به تخت نشستن طغرل در نیشابور، به سختی آزرده بود، سپاهی مجهز شامل بیش از پنجاه هزار سوار و پیاده آماده حرکت به جانب خراسان کرد. همچنین بوری تگین یکی از سواران قراخانی به دردسری عمده برای غزنویان تبدیل شده بود، سلطان سپاهی با ده هزار سوار برای سرکوب بوری تگین فرستاد. پس از فرار بوری تگین سلطان مسعود تصمیم گرفت شخصاً به دنبال بوری تگین برود و او را از میان بردارد. با وجود مخالفت وزیر خواجه احمد عبدالصمد که لشکر کشی در زمستان کار نادرستی است و می‌توان به جای آن والی چغانیان و پسران علی تگین را با بوری تگین درگیر ساخت. اما سلطان در تصمیم خود برای از میان بردن بوری تگین مصمم بود. در حالی که این سفر جنگی به دلیل سردی هوا آسیبی سخت بر سپاه غزنوی وارد آورد، به سلطان خبر رسید که داود سلجوقی در حال حرکت به سوی گوزگانان حرکت کند. سلطان مسعود از ترس آن که به دام داود افتد، بدون دستیابی به بوری تگین بازگشت. در مسیر بازگشت، سپاه سلطان مسعود مورد حمله نیروهای بوری تگین قرار گرفت و بعضی از اموال و چارپایان سپاه غزنوی به دست او افتاد.

## نبرد دندانقان

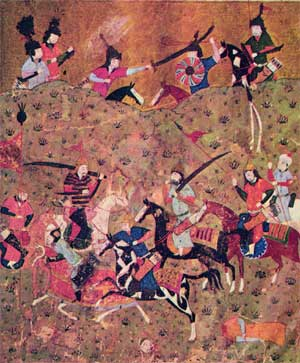
نبرد دندانقان میان سلجوقیان و غزنویان

دراوایل رجب سال ۴۳۰ ه‍. ق، سلطان مسعود برای رویارویی با ترکمانانی که به رهبری داود سلجوقی در علیاباد مستقر شده بودند حرکت کرد. نیروهای نظامی غزنوی که مسعود نیز شخصاً فرماندهی می‌کرد موفق به شکست نیروهای سلجوقی شدند. سلطان مسعود پس از فتح نیشابور به سوی سرخس، حرکت کرد. کمبود علوفه و آذوقه، باعث شد تا سپاه غزنوی به وضعی اسفناک دچار گردد.
بزرگان دولت غزنوی به سلطان توصیه می‌کردند که برای دستیابی به آذوقه لازم است که به جانب هرات و بادغیس حرکت کنند و پس از چند روز توقف در آنجا، با آمادگی به سوی ترکمانان لشکر بکشد. اما سلطان با بی‌خردی خواهان حرکت به سمت مرو بود؛ و توصیه‌های نزدیکان سلطان دربارهٔ یادآوری خشکسالی و نبود آب و علف در مسیر سپاه تغییری در تصمیم سلطان ایجاد نکرد. در پنجمین روز حرکت از سرخس در حدود هزار تن از ترکمانان وابسته به ابراهیم ینال و پانصد تک از سپاهیان غزنوی که به سلجوقیان پناه برده بودند، به رهبری بوری تگین قراخانی، به سپاه سلطان مسعود حمله کردند و شتران بسیار به غنیمت گرفتند. سپاه غزنوی در حالی که از جانب ترکمانان مورد حملاتی سخت قرار داشت، خود را به حصار «دندانقان» رساندند و اهالی آنجا لشکریان تشنه را سیراب کرد. در حالی که اهالی حصار دندانقان سلطان را برای ورود به قلعه فرا می‌خواندند و از پنج چاه آب موجود در آنجا خبر می‌دادند، مسعود با کافی ندانستن آن مقدار آب، برای رسیدن به حوضچه آبی که در فاصله پنج فرسنگی دندانقان بود، شتاب می‌ورزید. هنوز چندان زمانی از حرکت لشکریان غزنوی نگذشته بود که جمعی از غلامان سرایی به ترکمانان پیوستند. آنان با همکاری غلامانی که سابقاً فرار کرده بودند، به سوی لشکر مسعود یورش آوردند. فرار فضاحت بار سپاه غزنوی چنان بود که سلطان با امیر مودود فرزندش با تنی چند در معرکه تنها ماند. بدین ترتیب برای سلطان و همراهان معدود راهی جز فرار باقی نماند.

## سلطان مسعود در واپسین ایام
سلطان مسعود پس از استقرار در غزنین، نامه‌ای از امیرک بیهق دریافت کرد که از حضار داود ترکمان و سپاه او در اطراف بلخ خبر داده و تقاضای اعزام سپاه به رهبری سرداری توانا کرده بود. وی حفظ بلخ را بسیار مهم دانسته. سلطان مسعود که در انتظار کمک از سوی ارسلان خان قراخانی بود سپاهی هزار نفره موقتاً فرستاد. اما مدتی بعد از شکست سپاه غزنوی باخبر شد. سلطان بعد از این احوال، خواهان عزیمت به سوی هندوستان شد.

## ماجرای ماریگله
سلطان مسعود در مسیر خویش به جانب هند، نزدیکی رباط ماریگله رسید. اما در حالی که اموال گرانبها پیشاپیش سلطان حمل می‌گردید، تنی چند از غلامان و سپاهیان به اموال یادشده، دستبرد زدند. غارتگران اموال که از سرنوشت خویش در هراس بودند، برای رهایی از آنچه در انتظارشان بود، در پی برکنار کردن مسعود از مقام سلطنت برآمدند. لشکریان شورشگر مسعود را دستگیر و امیر محمد که چشمانش به درستی نمی‌دید، زمام امور حکومت را به فرزند خود، احمد، واگذار کرد و بدین ترتیب سلطان مسعود با وضعی اسفناک به قتل رسید و سر او نزد امیر محمد فرستادند.

## سیاست مذهبی در دورهٔ حکومت مسعود غزنوی
مسعود غزنوی سیاست‌های مذهبی پدرش محمود را در حمایت از مذهب اهل سنت و مبارزه با قرمطیان و هم چنین جلب پشتیبانی خلیفهٔ عباسی برای بقای حکومت خود قرار داد؛ و «در پادشاهی مسعود وفاداری به دودمان غزنوی با وفاداری به مذهب اهل سنت یکی بود». وی از خلیفه عباسی القادر بالله لقب‌های زیادی گرفت القاب وی عبارتند بودند از: «امیر ناصرالدین الله، حافظه عبادالله، ظهیر خلیفه الله امیرالمؤمنین» وی پس از رسیدن به سلطنت مانند پدرش به هندوستان حمله کرد. از اشاره‌های تاریخ نویسان آشکارا می‌توان دریافت که انگیزه بسیاری از لشکرکشی‌های غزنویان بیشتر از آن که جهاد در راه دین باشد، هدفی جز گرد کردن ثروت هنگفت نداشته است و رافضی کشی و قرمطی ستیزی او که با اهداف پنهان و آشکار دستگاه خلافت همراه بود، جز حجابی بر چهره مال دوستی آن‌ها نبود. یکی از فتوحات سلطان مسعود تصرف قلعهٔ هانسی بود که ظاهراً این قلعه را به دلیل ادای نذری که کرده بود، فتح کرد.
سلطان مسعود هم چنین اقدامات پدرش را در مبارزه و قلع و قمع قرمطیان و زنادقه ادامه داد و آن را وظیفهٔ خود می‌دانست. از جمله «وقتی رسول خلیفه نو[القائم با مرالله و پسر و جانشین القادر بالله] در سال ۴۲۴ق/۱۰۳۳م با منشور حکومتی به خدمت سلطان آمد مسعود در یک اعلان عمومی سیاسی نقش خود را به عنوان مدافع ایمان و کوبندهٔ زنادقه تأکید کرد».
مسعود غزنوی همچون پدرش از تهمت قرمطی و بدمذهب و ملحد و زندیق بودن در راه اهداف سیاسی و حکومتی خود بهره کامل برد و مخالفان خود را با این حربه خلع سلاح کرده و آنان را از بین برد. از جمله در جریان جانشینی محمود و درگیری پدریان (طرفداران سلطان محمد) و پسریان (طرفداران سلطان مسعود)، مسعود غزنوی برای تحکیم قدرت و موقعیت خود و مبارزه با محمودیان که طرفدار سلطنت برادر وی محمد بودند از تهمت قرمطی بودن مخالفان خود سود جست و آن‌ها را نابود کرد. چنان‌که این عمل را دربارهٔ حسنک وزیر که طرفدار سلطنت برادر مسعود یعنی محمد بود، برای نابودی وی و مصادره اموال و دارایی اش، او را به اتهام قرمطی بودن و ارتباط با خلیفه فاطمی مصر بردار کشید.

### اهتمام سلطان مسعود غزنوی به مناسک دینی
صرف نظر از چشم داشت‌ها و پیامدهای سیاسی و اجتماعی، نه گرفتاری‌های ملک‌داری و نه اشتغال به مجالس «نشاط» و «عیش و طرب»، هیچ‌کدام مانع از توجه به تکالیف دینی به ویژه نمازهای یومیه در نزد سلاطین غزنوی نمی‌شد. حتی اقامه نمازهای فوت شده یا قضا که امتداد یافتن مجالس نشاط مانعی برای انجام آن بود، از خاطر دور نمی‌ماند. بیهقی گزارش جالبی ارائه می‌دهد که چگونه مسعود بعد از پایان یک مجلس باده گساری مفصل و طولانی «آب و طشت خواست و مصلای نماز، و دهان بشست و نماز پیشین بکرد و نماز دیگر بکرد».
حتی در بحبوحه جنگ‌ها، تقید و الزام خاصی به اقامه نماز جماعت در لشکر وجود داشت. در جنگ طلخاب که طی آن مسعود با قبایل سلجوقی دست و پنجه نرم کرد، بیهقی این واقعیت را گزارش می‌دهد: «چون ماه رمضان به آخر آمد امیر عید کرد و خصمان آمده بودند قریب چهار و پنج هزار، و بسیار تیر انداختند بدان وقت که ما به نماز مشغول بودیم.» اما سپاه سلطان فقط «پس از نماز ایشان را مالشی قوی دادند…».
باور و ایمان به نذر و دعا، مانند آحاد مردم روزگار در نزد سلاطین غزنوی با سوز و گداز و اعتقادی مومنانه، از ارج و منزلت خاصی برخوردار بود. غزنویان علاوه بر چشمداشت‌های تردید ناپذیر مادی که از فتوح هند تلقی می‌گردید مبادرت به آن از دریچه ادای نذر نیز در نزد آنان بسیار مهم جلوه می‌نمود. به سال ۴۲۸ه‍.ق به رغم تاخت و تازهای مخاطره آمیز قبایل سلجوقی و با وجود مخالفت‌های باطنی رجال برجسته با غزای هند در چنین هنگامه ای، به شکرانه نجات خود در واقعه واژگون شدن کشتی اش در هیرمند، فتح قلعه هانسی را که پیشتر در تسخیر آن ناکام مانده بود نیت می‌کند.

## هویت ایرانی در دوره سلطان مسعود غزنوی

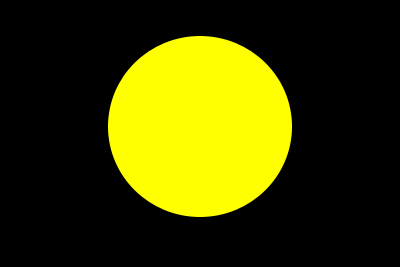
پرچم غزنویان

در اوایل سلسلهٔ غزنوی که بیانگر آغاز سلطهٔ ترکان است، زندگی فرهنگی و سنت ادبی سامانیان ادامه پیدا کرد. نخستین شاهان غزنوی، که با عنوان غلام یا سربازان برده در دستگاه نظامی سامانی پرورش یافته بودند، بخشی از شکل‌گیری شخصیت و منش خود را در محیط غنی فرهنگی دربار سامانی گذراندند.
در این فضا بود که فضلا و اهل قلم ایرانی برای پیوند دادن غزنویان به ساسانیان به شجره نامه و تبارسازی برای آنان پرداختند. براساس تبارنامه‌ای که جوزجانی به آن اشاره کرده است، سبکتگین از شش نسل پدری، به دختر یزدگرد سوم، آخرین پادشاه ساسانی، می‌رسد. این تبار سازی، به تلاش‌های ایرانیان برای نسبت دادن چهارمین امام شیعیان به نوهٔ دختری یزدگرد سوم، آخرین پادشاه ساسانی، شباهت دارد.
شاعران بزرگ این دوران از جمله فرخی سیستانی، عنصری و منوچهری نیز از ایران و ایران زمین با عنوان واقعیتی معاصر یاد می‌کنند و سلطان محمود و فرزندانش را «خسرو ایران و شاه ایران» می‌خوانند و از ایران زمین و ایرانشهر سخن می‌گویند. از این رو، دوران نخستین غزنوی نه تنها شاهد تداوم ذکر «ایران» در ادبیات منظوم و تاریخ‌نگاری از عهد سامانی است، بلکه شاهد کاربرد فراوان نام «ایران» و واژه‌های مرکب مربوط به آن برای تعیین هویت قلمرو سلاطین غزنوی است. این نکته از لحاظ تاریخ تحول هویت ایرانی اهمیت خاص دارد.
برای مثال فرخی دربارهٔ سلطان مسعود هنگام حرکت از اصفهان برای احراز مقام سلطنت می‌گوید:
| ای برید شاه ایران، از کجا آیی چنین؟ |  | نامه‌ها بهر که داری؟ باز کن بگذر هین |

و در پایان قصیده می‌گوید:
| بس شگفتی نیست، گرچون آبگینه بترکد |  | هردلی کز شاه ایران کاندر آن بغض است و کین |

رشد فزایندهٔ زبان فارسی به بالابردن مقام میراث فرهنگی ایران و تجلی آن در ادبیات فارسی این دوره کمک کرد. برای نمونه، تاریخ بیهقی ذخیرهٔ پرارزشی از خاطرات فرهنگ ایرانی، توصیف جشن‌های نوروز و مهرگان، شکوه عظمت و رسوم دربار، و نیز شیوه‌های روابط اجتماعی و سیاسی ایران دربردارد. در عبارت گویایی از مراسم برتخت نشستن سلطان طغرل بیک سلجوقی، بیهقی می‌گوید بارگاه سلطان از هر شکوه و جلال خالی بود: «نداشت نوری بارگاه و مشتی اوباش درهم شده بودند». آن گاه قاضی صاعد که با کوکبه‌ای بزرگ به بار آمده بود خطاب به سلطان می‌گوید:
زندگانی خداوند دراز باد! این تخت سلطان مسعود است که برآن نشسته‌ای، و در غیب چنین چیزهاست و نتوان دانست که دیگر چه باشد. هشیار باش و از ایزد عزه و ذکره بترس و داد ده و سخن ستم رسیدگان و درماندگان بشنو و یله مکن که این لشکر ستم کنند، که بیداری شوم باشد. و… طغرل گفت: «ما مردمان نو و غریبیم و رسم‌های تازیکان ندانیم».
این عبارت نشان می‌دهد که چگونه غزنویان به آشنایی با رسوم ایرانی شهرت داشته‌اند و چگونه سلاطین در حال ظهور سلجوقی نسبت به میراث فرهنگی ایران ناآگاه و بیگانه بوده‌اند. این عبارت همچنین نشانگر این نکته است که چگونه عضوی از سلسله مراتب مذهبی، به مراسم دربار ایرانی اهمیت می‌داد و بر وظایف سلطان که در سنن پادشاهان ایران مرسوم بود تأکید می‌ورزید. اما با آمدن سلاجقه که به‌غایت تعصب اهل سنت داشتند، هم عرصه بر شیعیان، که آن‌ها را رافضی می‌نامیدند، تنگ شد و هم گرایش‌های قومی و شبه ملی به حاشیه رانده شد.

## تبارنامه
|  |  |                               |                               |                               |                               |                               |                               |  |  |                                            |                                            |                                            |                                            |                                            |                                            |  |  |                                  |                                  |                                  |                                  |                                  |                                  |  |  |                                  |                                  |                                  |                                  |                                  |                                  |  |  |  |  |  |  |  |  |  |  |  |  |  |  |  |  |  |  |  |  |  |  |  |  |  |  |  |  |  |  |  |  |
|  |  |                               |                               |                               |                               |                               |                               |  |  |                                            |                                            |                                            |                                            |                                            |                                            |  |  |                                  |                                  |                                  |                                  |                                  |                                  |  |  |                                  |                                  |                                  |                                  |                                  |                                  |  |  |  |  |  |  |  |  |  |  |  |  |  |  |  |  |  |  |  |  |  |  |  |  |  |  |  |  |  |  |  |  |
|  |  |                               |                               |                               |                               |                               |                               |  |  | سبکتگین (امارت. ۹۷۷- ۹۹۷ میلادی) امیر غزنه | سبکتگین (امارت. ۹۷۷- ۹۹۷ میلادی) امیر غزنه | سبکتگین (امارت. ۹۷۷- ۹۹۷ میلادی) امیر غزنه | سبکتگین (امارت. ۹۷۷- ۹۹۷ میلادی) امیر غزنه | سبکتگین (امارت. ۹۷۷- ۹۹۷ میلادی) امیر غزنه | سبکتگین (امارت. ۹۷۷- ۹۹۷ میلادی) امیر غزنه |  |  | بغراچق (۹۹۷- ?) والی هرات        | بغراچق (۹۹۷- ?) والی هرات        | بغراچق (۹۹۷- ?) والی هرات        | بغراچق (۹۹۷- ?) والی هرات        | بغراچق (۹۹۷- ?) والی هرات        | بغراچق (۹۹۷- ?) والی هرات        |  |  |                                  |                                  |                                  |                                  |                                  |                                  |  |  |  |  |  |  |  |  |  |  |  |  |  |  |  |  |  |  |  |  |  |  |  |  |  |  |  |  |  |  |  |  |
|  |  |                               |                               |                               |                               |                               |                               |  |  | سبکتگین (امارت. ۹۷۷- ۹۹۷ میلادی) امیر غزنه | سبکتگین (امارت. ۹۷۷- ۹۹۷ میلادی) امیر غزنه | سبکتگین (امارت. ۹۷۷- ۹۹۷ میلادی) امیر غزنه | سبکتگین (امارت. ۹۷۷- ۹۹۷ میلادی) امیر غزنه | سبکتگین (امارت. ۹۷۷- ۹۹۷ میلادی) امیر غزنه | سبکتگین (امارت. ۹۷۷- ۹۹۷ میلادی) امیر غزنه |  |  | بغراچق (۹۹۷- ?) والی هرات        | بغراچق (۹۹۷- ?) والی هرات        | بغراچق (۹۹۷- ?) والی هرات        | بغراچق (۹۹۷- ?) والی هرات        | بغراچق (۹۹۷- ?) والی هرات        | بغراچق (۹۹۷- ?) والی هرات        |  |  |                                  |                                  |                                  |                                  |                                  |                                  |  |  |  |  |  |  |  |  |  |  |  |  |  |  |  |  |  |  |  |  |  |  |  |  |  |  |  |  |  |  |  |  |
|  |  |                               |                               |                               |                               |                               |                               |  |  |                                            |                                            |                                            |                                            |                                            |                                            |  |  |                                  |                                  |                                  |                                  |                                  |                                  |  |  |                                  |                                  |                                  |                                  |                                  |                                  |  |  |  |  |  |  |  |  |  |  |  |  |  |  |  |  |  |  |  |  |  |  |  |  |  |  |  |  |  |  |  |  |
|  |  |                               |                               |                               |                               |                               |                               |  |  | 'محمود (۹۹۸-۱۰۳۰) سلطان غزنه               | 'محمود (۹۹۸-۱۰۳۰) سلطان غزنه               | 'محمود (۹۹۸-۱۰۳۰) سلطان غزنه               | 'محمود (۹۹۸-۱۰۳۰) سلطان غزنه               | 'محمود (۹۹۸-۱۰۳۰) سلطان غزنه               | 'محمود (۹۹۸-۱۰۳۰) سلطان غزنه               |  |  | ابوالمظفر نصر (۹۹۷- ?) والی بست  | ابوالمظفر نصر (۹۹۷- ?) والی بست  | ابوالمظفر نصر (۹۹۷- ?) والی بست  | ابوالمظفر نصر (۹۹۷- ?) والی بست  | ابوالمظفر نصر (۹۹۷- ?) والی بست  | ابوالمظفر نصر (۹۹۷- ?) والی بست  |  |  | اسماعیل ( ۹۹۷-۹۹۸) امیر غزنه     | اسماعیل ( ۹۹۷-۹۹۸) امیر غزنه     | اسماعیل ( ۹۹۷-۹۹۸) امیر غزنه     | اسماعیل ( ۹۹۷-۹۹۸) امیر غزنه     | اسماعیل ( ۹۹۷-۹۹۸) امیر غزنه     | اسماعیل ( ۹۹۷-۹۹۸) امیر غزنه     |  |  |  |  |  |  |  |  |  |  |  |  |  |  |  |  |  |  |  |  |  |  |  |  |  |  |  |  |  |  |  |  |
|  |  |                               |                               |                               |                               |                               |                               |  |  | 'محمود (۹۹۸-۱۰۳۰) سلطان غزنه               | 'محمود (۹۹۸-۱۰۳۰) سلطان غزنه               | 'محمود (۹۹۸-۱۰۳۰) سلطان غزنه               | 'محمود (۹۹۸-۱۰۳۰) سلطان غزنه               | 'محمود (۹۹۸-۱۰۳۰) سلطان غزنه               | 'محمود (۹۹۸-۱۰۳۰) سلطان غزنه               |  |  | ابوالمظفر نصر (۹۹۷- ?) والی بست  | ابوالمظفر نصر (۹۹۷- ?) والی بست  | ابوالمظفر نصر (۹۹۷- ?) والی بست  | ابوالمظفر نصر (۹۹۷- ?) والی بست  | ابوالمظفر نصر (۹۹۷- ?) والی بست  | ابوالمظفر نصر (۹۹۷- ?) والی بست  |  |  | اسماعیل ( ۹۹۷-۹۹۸) امیر غزنه     | اسماعیل ( ۹۹۷-۹۹۸) امیر غزنه     | اسماعیل ( ۹۹۷-۹۹۸) امیر غزنه     | اسماعیل ( ۹۹۷-۹۹۸) امیر غزنه     | اسماعیل ( ۹۹۷-۹۹۸) امیر غزنه     | اسماعیل ( ۹۹۷-۹۹۸) امیر غزنه     |  |  |  |  |  |  |  |  |  |  |  |  |  |  |  |  |  |  |  |  |  |  |  |  |  |  |  |  |  |  |  |  |
|  |  |                               |                               |                               |                               |                               |                               |  |  |                                            |                                            |                                            |                                            |                                            |                                            |  |  |                                  |                                  |                                  |                                  |                                  |                                  |  |  |                                  |                                  |                                  |                                  |                                  |                                  |  |  |  |  |  |  |  |  |  |  |  |  |  |  |  |  |  |  |  |  |  |  |  |  |  |  |  |  |  |  |  |  |
|  |  |                               |                               |                               |                               |                               |                               |  |  | محمد (۱۰۳۰) سلطان غزنه                     | محمد (۱۰۳۰) سلطان غزنه                     | محمد (۱۰۳۰) سلطان غزنه                     | محمد (۱۰۳۰) سلطان غزنه                     | محمد (۱۰۳۰) سلطان غزنه                     | محمد (۱۰۳۰) سلطان غزنه                     |  |  | مسعود (۱۰۳۰-۱۰۴۱) سلطان غزنه     | مسعود (۱۰۳۰-۱۰۴۱) سلطان غزنه     | مسعود (۱۰۳۰-۱۰۴۱) سلطان غزنه     | مسعود (۱۰۳۰-۱۰۴۱) سلطان غزنه     | مسعود (۱۰۳۰-۱۰۴۱) سلطان غزنه     | مسعود (۱۰۳۰-۱۰۴۱) سلطان غزنه     |  |  | عبدالرشید (۱۰۴۹-۱۰۵۲) سلطان غزنه | عبدالرشید (۱۰۴۹-۱۰۵۲) سلطان غزنه | عبدالرشید (۱۰۴۹-۱۰۵۲) سلطان غزنه | عبدالرشید (۱۰۴۹-۱۰۵۲) سلطان غزنه | عبدالرشید (۱۰۴۹-۱۰۵۲) سلطان غزنه | عبدالرشید (۱۰۴۹-۱۰۵۲) سلطان غزنه |  |  |  |  |  |  |  |  |  |  |  |  |  |  |  |  |  |  |  |  |  |  |  |  |  |  |  |  |  |  |  |  |
|  |  |                               |                               |                               |                               |                               |                               |  |  | محمد (۱۰۳۰) سلطان غزنه                     | محمد (۱۰۳۰) سلطان غزنه                     | محمد (۱۰۳۰) سلطان غزنه                     | محمد (۱۰۳۰) سلطان غزنه                     | محمد (۱۰۳۰) سلطان غزنه                     | محمد (۱۰۳۰) سلطان غزنه                     |  |  | مسعود (۱۰۳۰-۱۰۴۱) سلطان غزنه     | مسعود (۱۰۳۰-۱۰۴۱) سلطان غزنه     | مسعود (۱۰۳۰-۱۰۴۱) سلطان غزنه     | مسعود (۱۰۳۰-۱۰۴۱) سلطان غزنه     | مسعود (۱۰۳۰-۱۰۴۱) سلطان غزنه     | مسعود (۱۰۳۰-۱۰۴۱) سلطان غزنه     |  |  | عبدالرشید (۱۰۴۹-۱۰۵۲) سلطان غزنه | عبدالرشید (۱۰۴۹-۱۰۵۲) سلطان غزنه | عبدالرشید (۱۰۴۹-۱۰۵۲) سلطان غزنه | عبدالرشید (۱۰۴۹-۱۰۵۲) سلطان غزنه | عبدالرشید (۱۰۴۹-۱۰۵۲) سلطان غزنه | عبدالرشید (۱۰۴۹-۱۰۵۲) سلطان غزنه |  |  |  |  |  |  |  |  |  |  |  |  |  |  |  |  |  |  |  |  |  |  |  |  |  |  |  |  |  |  |  |  |
|  |  |                               |                               |                               |                               |                               |                               |  |  |                                            |                                            |                                            |                                            |                                            |                                            |  |  |                                  |                                  |                                  |                                  |                                  |                                  |  |  |                                  |                                  |                                  |                                  |                                  |                                  |  |  |  |  |  |  |  |  |  |  |  |  |  |  |  |  |  |  |  |  |  |  |  |  |  |  |  |  |  |  |  |  |
|  |  | مودود ( ۱۰۴۱-۱۰۴۸) سلطان غزنه | مودود ( ۱۰۴۱-۱۰۴۸) سلطان غزنه | مودود ( ۱۰۴۱-۱۰۴۸) سلطان غزنه | مودود ( ۱۰۴۱-۱۰۴۸) سلطان غزنه | مودود ( ۱۰۴۱-۱۰۴۸) سلطان غزنه | مودود ( ۱۰۴۱-۱۰۴۸) سلطان غزنه |  |  | علی (۱۰۴۸-۱۰۴۹) سلطان غزنه                 | علی (۱۰۴۸-۱۰۴۹) سلطان غزنه                 | علی (۱۰۴۸-۱۰۴۹) سلطان غزنه                 | علی (۱۰۴۸-۱۰۴۹) سلطان غزنه                 | علی (۱۰۴۸-۱۰۴۹) سلطان غزنه                 | علی (۱۰۴۸-۱۰۴۹) سلطان غزنه                 |  |  | فرخزاد (۱۰۵۳-۱۰۵۹) سلطان غزنه    | فرخزاد (۱۰۵۳-۱۰۵۹) سلطان غزنه    | فرخزاد (۱۰۵۳-۱۰۵۹) سلطان غزنه    | فرخزاد (۱۰۵۳-۱۰۵۹) سلطان غزنه    | فرخزاد (۱۰۵۳-۱۰۵۹) سلطان غزنه    | فرخزاد (۱۰۵۳-۱۰۵۹) سلطان غزنه    |  |  | ابراهیم (۱۰۵۹-۱۰۹۹) سلطان غزنه   | ابراهیم (۱۰۵۹-۱۰۹۹) سلطان غزنه   | ابراهیم (۱۰۵۹-۱۰۹۹) سلطان غزنه   | ابراهیم (۱۰۵۹-۱۰۹۹) سلطان غزنه   | ابراهیم (۱۰۵۹-۱۰۹۹) سلطان غزنه   | ابراهیم (۱۰۵۹-۱۰۹۹) سلطان غزنه   |  |  |  |  |  |  |  |  |  |  |  |  |  |  |  |  |  |  |  |  |  |  |  |  |  |  |  |  |  |  |  |  |
|  |  | مودود ( ۱۰۴۱-۱۰۴۸) سلطان غزنه | مودود ( ۱۰۴۱-۱۰۴۸) سلطان غزنه | مودود ( ۱۰۴۱-۱۰۴۸) سلطان غزنه | مودود ( ۱۰۴۱-۱۰۴۸) سلطان غزنه | مودود ( ۱۰۴۱-۱۰۴۸) سلطان غزنه | مودود ( ۱۰۴۱-۱۰۴۸) سلطان غزنه |  |  | علی (۱۰۴۸-۱۰۴۹) سلطان غزنه                 | علی (۱۰۴۸-۱۰۴۹) سلطان غزنه                 | علی (۱۰۴۸-۱۰۴۹) سلطان غزنه                 | علی (۱۰۴۸-۱۰۴۹) سلطان غزنه                 | علی (۱۰۴۸-۱۰۴۹) سلطان غزنه                 | علی (۱۰۴۸-۱۰۴۹) سلطان غزنه                 |  |  | فرخزاد (۱۰۵۳-۱۰۵۹) سلطان غزنه    | فرخزاد (۱۰۵۳-۱۰۵۹) سلطان غزنه    | فرخزاد (۱۰۵۳-۱۰۵۹) سلطان غزنه    | فرخزاد (۱۰۵۳-۱۰۵۹) سلطان غزنه    | فرخزاد (۱۰۵۳-۱۰۵۹) سلطان غزنه    | فرخزاد (۱۰۵۳-۱۰۵۹) سلطان غزنه    |  |  | ابراهیم (۱۰۵۹-۱۰۹۹) سلطان غزنه   | ابراهیم (۱۰۵۹-۱۰۹۹) سلطان غزنه   | ابراهیم (۱۰۵۹-۱۰۹۹) سلطان غزنه   | ابراهیم (۱۰۵۹-۱۰۹۹) سلطان غزنه   | ابراهیم (۱۰۵۹-۱۰۹۹) سلطان غزنه   | ابراهیم (۱۰۵۹-۱۰۹۹) سلطان غزنه   |  |  |  |  |  |  |  |  |  |  |  |  |  |  |  |  |  |  |  |  |  |  |  |  |  |  |  |  |  |  |  |  |
|  |  | مسعود دوم (۱۰۴۸) سلطان غزنه   | مسعود دوم (۱۰۴۸) سلطان غزنه   | مسعود دوم (۱۰۴۸) سلطان غزنه   | مسعود دوم (۱۰۴۸) سلطان غزنه   | مسعود دوم (۱۰۴۸) سلطان غزنه   | مسعود دوم (۱۰۴۸) سلطان غزنه   |  |  |                                            |                                            |                                            |                                            |                                            |                                            |  |  |                                  |                                  |                                  |                                  |                                  |                                  |  |  | مسعود سوم (۱۰۹۹-۱۱۱۵) سلطان غزنه | مسعود سوم (۱۰۹۹-۱۱۱۵) سلطان غزنه | مسعود سوم (۱۰۹۹-۱۱۱۵) سلطان غزنه | مسعود سوم (۱۰۹۹-۱۱۱۵) سلطان غزنه | مسعود سوم (۱۰۹۹-۱۱۱۵) سلطان غزنه | مسعود سوم (۱۰۹۹-۱۱۱۵) سلطان غزنه |  |  |  |  |  |  |  |  |  |  |  |  |  |  |  |  |  |  |  |  |  |  |  |  |  |  |  |  |  |  |  |  |
|  |  | مسعود دوم (۱۰۴۸) سلطان غزنه   | مسعود دوم (۱۰۴۸) سلطان غزنه   | مسعود دوم (۱۰۴۸) سلطان غزنه   | مسعود دوم (۱۰۴۸) سلطان غزنه   | مسعود دوم (۱۰۴۸) سلطان غزنه   | مسعود دوم (۱۰۴۸) سلطان غزنه   |  |  |                                            |                                            |                                            |                                            |                                            |                                            |  |  |                                  |                                  |                                  |                                  |                                  |                                  |  |  | مسعود سوم (۱۰۹۹-۱۱۱۵) سلطان غزنه | مسعود سوم (۱۰۹۹-۱۱۱۵) سلطان غزنه | مسعود سوم (۱۰۹۹-۱۱۱۵) سلطان غزنه | مسعود سوم (۱۰۹۹-۱۱۱۵) سلطان غزنه | مسعود سوم (۱۰۹۹-۱۱۱۵) سلطان غزنه | مسعود سوم (۱۰۹۹-۱۱۱۵) سلطان غزنه |  |  |  |  |  |  |  |  |  |  |  |  |  |  |  |  |  |  |  |  |  |  |  |  |  |  |  |  |  |  |  |  |
|  |  |                               |                               |                               |                               |                               |                               |  |  |                                            |                                            |                                            |                                            |                                            |                                            |  |  |                                  |                                  |                                  |                                  |                                  |                                  |  |  |                                  |                                  |                                  |                                  |                                  |                                  |  |  |  |  |  |  |  |  |  |  |  |  |  |  |  |  |  |  |  |  |  |  |  |  |  |  |  |  |  |  |  |  |
|  |  |                               |                               |                               |                               |                               |                               |  |  | شیرزاد (۱۱۱۵-۱۱۱۶) سلطان غزنه              | شیرزاد (۱۱۱۵-۱۱۱۶) سلطان غزنه              | شیرزاد (۱۱۱۵-۱۱۱۶) سلطان غزنه              | شیرزاد (۱۱۱۵-۱۱۱۶) سلطان غزنه              | شیرزاد (۱۱۱۵-۱۱۱۶) سلطان غزنه              | شیرزاد (۱۱۱۵-۱۱۱۶) سلطان غزنه              |  |  | ارسلان‌شاه (۱۱۱۶-۱۱۱۷) سلطان غزنه | ارسلان‌شاه (۱۱۱۶-۱۱۱۷) سلطان غزنه | ارسلان‌شاه (۱۱۱۶-۱۱۱۷) سلطان غزنه | ارسلان‌شاه (۱۱۱۶-۱۱۱۷) سلطان غزنه | ارسلان‌شاه (۱۱۱۶-۱۱۱۷) سلطان غزنه | ارسلان‌شاه (۱۱۱۶-۱۱۱۷) سلطان غزنه |  |  | بهرام‌شاه ( ۱۱۱۷-۱۱۵۷) سلطان غزنه | بهرام‌شاه ( ۱۱۱۷-۱۱۵۷) سلطان غزنه | بهرام‌شاه ( ۱۱۱۷-۱۱۵۷) سلطان غزنه | بهرام‌شاه ( ۱۱۱۷-۱۱۵۷) سلطان غزنه | بهرام‌شاه ( ۱۱۱۷-۱۱۵۷) سلطان غزنه | بهرام‌شاه ( ۱۱۱۷-۱۱۵۷) سلطان غزنه |  |  |  |  |  |  |  |  |  |  |  |  |  |  |  |  |  |  |  |  |  |  |  |  |  |  |  |  |  |  |  |  |
|  |  |                               |                               |                               |                               |                               |                               |  |  | شیرزاد (۱۱۱۵-۱۱۱۶) سلطان غزنه              | شیرزاد (۱۱۱۵-۱۱۱۶) سلطان غزنه              | شیرزاد (۱۱۱۵-۱۱۱۶) سلطان غزنه              | شیرزاد (۱۱۱۵-۱۱۱۶) سلطان غزنه              | شیرزاد (۱۱۱۵-۱۱۱۶) سلطان غزنه              | شیرزاد (۱۱۱۵-۱۱۱۶) سلطان غزنه              |  |  | ارسلان‌شاه (۱۱۱۶-۱۱۱۷) سلطان غزنه | ارسلان‌شاه (۱۱۱۶-۱۱۱۷) سلطان غزنه | ارسلان‌شاه (۱۱۱۶-۱۱۱۷) سلطان غزنه | ارسلان‌شاه (۱۱۱۶-۱۱۱۷) سلطان غزنه | ارسلان‌شاه (۱۱۱۶-۱۱۱۷) سلطان غزنه | ارسلان‌شاه (۱۱۱۶-۱۱۱۷) سلطان غزنه |  |  | بهرام‌شاه ( ۱۱۱۷-۱۱۵۷) سلطان غزنه | بهرام‌شاه ( ۱۱۱۷-۱۱۵۷) سلطان غزنه | بهرام‌شاه ( ۱۱۱۷-۱۱۵۷) سلطان غزنه | بهرام‌شاه ( ۱۱۱۷-۱۱۵۷) سلطان غزنه | بهرام‌شاه ( ۱۱۱۷-۱۱۵۷) سلطان غزنه | بهرام‌شاه ( ۱۱۱۷-۱۱۵۷) سلطان غزنه |  |  |  |  |  |  |  |  |  |  |  |  |  |  |  |  |  |  |  |  |  |  |  |  |  |  |  |  |  |  |  |  |
|  |  |                               |                               |                               |                               |                               |                               |  |  |                                            |                                            |                                            |                                            |                                            |                                            |  |  |                                  |                                  |                                  |                                  |                                  |                                  |  |  | خسروشاه (۱۱۵۷-۱۱۶۰) سلطان غزنه   |                                  |                                  |                                  |                                  |                                  |  |  |  |  |  |  |  |  |  |  |  |  |  |  |  |  |  |  |  |  |  |  |  |  |  |  |  |  |  |  |  |  |
|  |  |                               |                               |                               |                               |                               |                               |  |  |                                            |                                            |                                            |                                            |                                            |                                            |  |  |                                  |                                  |                                  |                                  |                                  |                                  |  |  |                                  |                                  |                                  |                                  |                                  |                                  |  |  |  |  |  |  |  |  |  |  |  |  |  |  |  |  |  |  |  |  |  |  |  |  |  |  |  |  |  |  |  |  |
|  |  |                               |                               |                               |                               |                               |                               |  |  |                                            |                                            |                                            |                                            |                                            |                                            |  |  |                                  |                                  |                                  |                                  |                                  |                                  |  |  | خسروملک (۱۱۶۰-۱۱۸۶) سلطان غزنه   |                                  |                                  |                                  |                                  |                                  |  |  |  |  |  |  |  |  |  |  |  |  |  |  |  |  |  |  |  |  |  |  |  |  |  |  |  |  |  |  |  |  |
|  |  |                               |                               |                               |                               |                               |                               |  |  |                                            |                                            |                                            |                                            |                                            |                                            |  |  |                                  |                                  |                                  |                                  |                                  |                                  |  |  |                                  |                                  |                                  |                                  |                                  |                                  |  |  |  |  |  |  |  |  |  |  |  |  |  |  |  |  |  |  |  |  |  |  |  |  |  |  |  |  |  |  |  |  |